# Miss České republiky
Miss České republiky (en español: Miss República Checa) es un concurso de belleza nacional en la República Checa.

## Historia
En 1989, Milošlav Zapletal fundó el concurso bajo el nombre de Miss Československo (Miss Checoslovaquia). En 1993, tras la disolución de Checoslovaquia, el concurso se llevó a cabo en abril bajo el nombre de Miss České a Slovenské republiky (Miss República Checa y Eslovaca). Desde 1994, el concurso es conocido como Miss České republiky (Miss República Checa).
En 2004, se iniciaron negociaciones para la venta del concurso a Michaela Maláčová, Miss Checoslovaquia 1991, quien expresó interés en él. Sin embargo, estas negociaciones fracasaron y Maláčová finalmente fundó su propio concurso, Česká Miss, en 2004. También este año, Miss České republiky perdió la licencia de Miss Universo ante Maláčová.
En marzo de 2008, el empresario Jan Moťovský compró el concurso a Zapletal. Sin embargo, Moťovský desapareció en agosto de 2008 en Niza (Francia). El 20 de octubre, tras la desaparición de Moťovský, la empresa Central Group, compró el concurso por 38 millones de coronas checas. Taťána Kuchařová, Miss České republiky 2006 y Miss Mundo 2006, fue designada como la presidenta del concurso; Miloš Zapletal, dueño y organizador del concurso desde 1989 hasta 2008, fue designado como asesor y presidente del consejo de supervisión; y el actor Jiří Adamec, como director.
El 4 de mayo de 2010, Central Group y Michaela Maláčová firmaron un acuerdo de cooperación para que Maláčová dirija Miss České republiky y Česká Miss. En junio, se anunció que los dos concursos se fusionarían para formar uno solo. Tras esto, Kuchařová, Zapletal y Adamec, fueron despedidos.
En 2018, el concurso Miss České republiky regresó después de que los organizadores de Miss Léta (Miss Verano) descontinuaran el concurso y adquirieran la marca registrada y los derechos intelectuales de Miss České republiky.

## Ganadoras
| Año  | Ganadora           | 1.ª finalista               | 2.ª finalista       |
| ---- | ------------------ | --------------------------- | ------------------- |
| 1989 | Ivana Christová    | Jana Hronková               | Michaela Polívková  |
| 1990 | Renata Gorecká     | Andrea Rozkovcová           | Ingrid Ondrovičová  |
| 1991 | Michaela Maláčová  | Andrea Tatarková            | Markéta Silná       |
| 1992 | Pavlína Baburková  | Gabriela Haršányová         | Štěpánka Týcová     |
| 1993 | Silvia Lakatošová  | Karin Majtánová             | Simona Smejkalová   |
| 1994 | Eva Kotulánová     | Kateřina Vondrová           | Lenka Beličková     |
| 1995 | Monika Žídková     | Kateřina Kasalová           | Renata Hornofová    |
| 1996 | Petra Minářová     | Iva Kubelková               | Zdeňka Zadražilová  |
| 1997 | Terezie Dobrovolná | Kristýna Fridvalská         | Gabriela Justinová  |
| 1998 | Kateřina Stočesová | Alena Šeredová              | Petra Faltýnová     |
| 1999 | Helena Houdová     | Šárka Sikorová              | Jitka Kocurová      |
| 2000 | Michaela Salačová  | Kateřina Elgerová           | Markéta Svobodná    |
| 2001 | Diana Kobzanová    | Andrea Fišerová             | Andrea Vranová      |
| 2002 | Kateřina Průšová   | Kateřina Smržová            | Radka Kocurová      |
| 2003 | Lucie Váchová      | Klára Medková               | Markéta Divišová    |
| 2004 | Jana Doleželová    | Michaela Wostlová           | Edita Hortová       |
| 2005 | Lucie Králová      | Petra Macháčková            | Agáta Hanychová     |
| 2006 | Taťána Kuchařová   | Kateřina Pospíšilová        | Renáta Czadernová   |
| 2007 | Kateřina Sokolová  | Veronika Pompeová           | Veronika Chmelířová |
| 2008 | Zuzana Jandová     | Zuzana Putnářová            | Kristýna Lebedová   |
| 2009 | Aneta Vignerová    | Lucie Smatanová             | Hana Věrná          |
| 2018 | Iveta Maurerová    | Tereza Bohuslavová          | No otorgado         |
| 2019 | Nikola Kokyová     | Sára Lyčková                | Dominika Benáková   |
| 2020 | Jana Krojidlová    | Valerie Herianová           | Kateřina Šimonková  |
| 2021 | Helena Čermáková   | Sarah Horáková              | Valerie Váňová      |
| 2022 | Andrea Kaplanová   | Julia Hojdyszová (renunció) | Karolina Budka      |
| 2022 | Andrea Kaplanová   | Pavlína Jagrová             | Karolina Budka      |
| 2023 | Bára Sulanová      | Valerie Přecechtelová       | Viktorie Louženská  |
| 2024 | Karin Bacilková    | Adéla Herčíková             | Nikoleta Domdjoni   |

## Representación internacional

### Miss Mundo República Checa
: Declarada como ganadora
     : Terminó como finalista
     : Terminó como una de las semifinalistas o cuartofinalistas
     : Terminó como ganadora de premios especiales
| Año                           | Miss Mundo República Checa | Título nacional                                       | Posición en Miss Mundo | Premios especiales            |
| ----------------------------- | -------------------------- | ----------------------------------------------------- | ---------------------- | ----------------------------- |
| 2009                          | Aneta Vignerová            | Miss České republiky 2009                             | No clasificó           |                               |
| 2008                          | Zuzana Jandová             | Miss České republiky 2008                             | No clasificó           |                               |
| 2007                          | Kateřina Sokolová          | Miss České republiky 2007                             | No clasificó           |                               |
| 2006                          | Taťána Kuchařová           | Miss České republiky 2006                             | Miss Mundo 2006        | - Miss Mundo Europa del Norte |
| 2005                          | Lucie Králová              | Miss České republiky 2005                             | No clasificó           |                               |
| 2004                          | Jana Doleželová            | Miss České republiky 2004                             | Top 15                 |                               |
| 2003                          | Lucie Váchová              | Miss České republiky 2003                             | No clasificó           |                               |
| 2002                          | Kateřina Smržová           | 1.ª finalista de Miss České republiky 2002            | No clasificó           |                               |
| 2001                          | Andrea Fišerová            | 1.ª finalista de Miss České republiky 2001            | No clasificó           |                               |
| 2000                          | Michaela Salačová          | Miss České republiky 2000                             | No clasificó           |                               |
| 1999                          | Helena Houdová             | Miss České republiky 1999                             | No clasificó           |                               |
| 1998                          | Alena Šeredová             | 1.ª finalista de Miss České republiky 1998            | Top 5                  |                               |
| 1997                          | Terezie Dobrovolná         | Miss České republiky 1997                             | No clasificó           |                               |
| 1996                          | Petra Minářová             | Miss České republiky 1996                             | No clasificó           |                               |
| 1995                          | Kateřina Kasalová          | 1.ª finalista de Miss České republiky 1995            | No clasificó           |                               |
| 1994                          | Lenka Beličková            | 2.ª finalista de Miss České republiky 1994            | No clasificó           |                               |
| 1993                          | Simona Smejkalová          | 2.ª finalista en Miss República Checa y Eslovaca 1993 | No clasificó           |                               |
| 1992                          | Gabriela Haršányová        | 1.ª finalista de Miss Checoslovaquia 1992             | No clasificó           |                               |
| 1991                          | Andrea Tatarková           | 1.ª finalista de Miss Checoslovaquia 1991             | No clasificó           |                               |
| 1990                          | Andrea Rozkovcová          | 1.ª finalista de Miss Checoslovaquia 1990             | No clasificó           |                               |
| 1989                          | Jana Hronková              | 1.ª finalista de Miss Checoslovaquia 1989             | No clasificó           |                               |
| No compitió entre 1970 y 1988 |                            |                                                       |                        |                               |
| 1969                          | Marcela Bitnarova          | 1.ª finalista de Miss Checoslovaquia 1969             | Top 15                 |                               |
| 1968                          | No compitió                | No compitió                                           | No compitió            | No compitió                   |
| 1967                          | Alžbeta Štrkulová          | Miss Checoslovaquia 1967                              | Top 7/5.ª finalista    |                               |

### Miss Universo República Checa
: Declarada como ganadora
     : Terminó como finalista
     : Terminó como una de las semifinalistas o cuartofinalistas
     : Terminó como ganadora de premios especiales
| Año                           | Miss Universo República Checa | Título nacional                            | Posición en Miss Universo | Premios especiales                                                                     |
| ----------------------------- | ----------------------------- | ------------------------------------------ | ------------------------- | -------------------------------------------------------------------------------------- |
| 2005                          | Jana Doleželová               | Miss České republiky 2004                  | No compitió               | No compitió                                                                            |
| 2004                          | Lucie Váchová                 | Miss České republiky 2003                  | No clasificó              |                                                                                        |
| 2003                          | Kateřina Smržová              | 1.ª finalista de Miss České republiky 2002 | Top 10                    |                                                                                        |
| 2002                          | Diana Kobzanová               | Miss České republiky 2001                  | No clasificó              |                                                                                        |
| 2001                          | Petra Kocarová                | 3.ª finalista de Miss České republiky 2000 | No clasificó              | Kocarová fue designada ya que la ganadora y las demás finalistas no pudieron competir. |
| 2000                          | Jitka Kocurová                | 2.ª finalista de Miss České republiky 1999 | No clasificó              |                                                                                        |
| 1999                          | Petra Faltýnova               | 2.ª finalista de Miss České republiky 1998 | No clasificó              |                                                                                        |
| 1998                          | Kristýna Fridvalská           | 1.ª finalista de Miss České republiky 1997 | No clasificó              |                                                                                        |
| 1997                          | Petra Minářová                | Miss České republiky 1996                  | No clasificó              |                                                                                        |
| 1996                          | Renata Hornofová              | 2.ª finalista de Miss České republiky 1995 | No clasificó              |                                                                                        |
| 1995                          | Eva Kotulánová                | Miss České republiky 1994                  | No clasificó              |                                                                                        |
| 1994                          | No compitió                   | No compitió                                | No compitió               | No compitió                                                                            |
| 1993                          | Pavlína Babůrková             | Miss Checoslovaquia 1992                   | Top 10                    |                                                                                        |
| 1992                          | Michaela Maláčová             | Miss Checoslovaquia 1991                   | Unplaced                  |                                                                                        |
| 1991                          | Renata Gorecká                | Miss Československo 1990                   | No clasificó              |                                                                                        |
| 1990                          | Jana Hronková                 | 1.ª finalista de Miss Checoslovaquia 1989  | Top 10                    |                                                                                        |
| No compitió entre 1971 y 1989 |                               |                                            |                           |                                                                                        |
| 1970                          | Kristina Hanzalová            | Miss Checoslovaquia 1969                   | Top 15                    |                                                                                        |

### Miss Internacional República Checa
: Declarada como ganadora
     : Terminó como finalista
     : Terminó como una de las semifinalistas o cuartofinalistas
     : Terminó como ganadora de premios especiales
| Año                           | Miss Internacional República Checa | Título nacional                                  | Posición en Miss Internacional | Premios especiales | Notas                                                             |
| ----------------------------- | ---------------------------------- | ------------------------------------------------ | ------------------------------ | ------------------ | ----------------------------------------------------------------- |
| 2010                          | Lucie Smatanová                    | 1.ª finalista de Miss České republiky 2009       | No clasificó                   |                    |                                                                   |
| 2009                          | Darja Jacukevičová                 | Finalista de Miss České republiky 2008           | No clasificó                   |                    |                                                                   |
| 2008                          | Zuzana Putnářová                   | 1.ª finalista de Miss České republiky 2008       | 4.ª finalista                  |                    |                                                                   |
| 2007                          | Veronika Pompeová                  | 1.ª finalista de Miss České republiky 2007       | Top 15                         |                    |                                                                   |
| 2006                          | Kateřina Pospíšilová               | 1.ª finalista de Miss České republiky 2006       | No clasificó                   |                    |                                                                   |
| 2005                          | Petra Macháčková                   | 1.ª finalista de Miss České republiky 2005       | No clasificó                   |                    |                                                                   |
| 2004                          | Michaela Wostlová                  | 1.ª finalista de Miss České republiky 2004       | No clasificó                   |                    |                                                                   |
| 2003                          | Klára Medková                      | 1.ª finalista de Miss České republiky 2003       | No compitió                    | No compitió        | Medková se retiró porque enfermó dos días antes de volar a Tokio. |
| 2002                          | Lenka Taussigová                   | Finalista del Top 6 de Miss České republiky 2002 | Top 12                         |                    |                                                                   |
| 2001                          | Andrea Vránová                     | 2.ª finalista de Miss České republiky 2001       | No clasificó                   |                    |                                                                   |
| 2000                          | Markéta Svobodná                   | 2.ª finalista de Miss České republiky 2000       | Top 15                         |                    |                                                                   |
| 1999                          | Šárka Sikorová                     | 1.ª finalista de Miss České republiky 1999       | Top 15                         |                    |                                                                   |
| 1998                          | Petra Faltýnová                    | 2.ª finalista de Miss České republiky 1998       | Top 15                         |                    |                                                                   |
| 1997                          | Gabriela Justinová                 | 2.ª finalista de Miss České republiky 1997       | No clasificó                   |                    |                                                                   |
| 1996                          | Zdenka Zadražilová                 | 2.ª finalista de Miss České republiky 1996       | No clasificó                   |                    |                                                                   |
| 1995                          | Renata Hornofová                   | 2.ª finalista de Miss České republiky 1995       | 2.ª finalista                  |                    |                                                                   |
| No compitió entre 1993 y 1994 |                                    |                                                  |                                |                    |                                                                   |
| 1992                          | Štěpánka Týcová                    | 2.ª finalista de Miss Checoslovaquia 1992        | No clasificó                   |                    |                                                                   |
| 1991                          | Markéta Silná                      | 2.ª finalista de Miss Checoslovaquia 1991        | 2.ª finalista                  |                    |                                                                   |
| 1990                          | Ingrid Ondrovičová                 | 2.ª finalista de Miss Checoslovaquia 1990        | 1.ª finalista                  |                    |                                                                   |